# Peder Faxøe
Peder Madsen Faxøe (13. februar (døbt 22. februar) 1761 i Faksinge – 27. februar 1840 i København) var en dansk maler.
Faxøe var søn af husmand Mads Rasmussen af Faksinge, blev malermester i København og gift med Sophie Otto (Otho), der var jordemoder, født ca. 1771, og som døde allerede den 6. juli 1824 i København.
Faxøe var en i den tid søgt dekorationsmaler, men var tillige portrætmaler i en efter Jens Juel dannet, ret virtuosmæssig stil; han har bl.a. malet et portræt af Adam Oehlenschläger i dennes sjette år, altså i 1785; digteren er i den i Erindringer omtalte røde trøje, og billedet er nu havnet i Det Nationalhistoriske Museum på Frederiksborg Slot. Fra en senere tid kendes to portrætter (tilhørte cand. jur. F. Dahl), forestillende kaptajn og brygger J. Hansen (digteren Frantz Johannes Hansens far) og dennes hustru, det sidste portræt er signeret '"Peder Faxøe 1809'" og er altså ikke det af N.C. Faxøe malede portræt; for øvrigt ejede hans dattersøn, konsul J.P. Thorsøe i Frederikshavn, en stor del af ham malede familieportrætter. P. Faxøe døde den 27. februar 1840, og Frantz Johannes Hansen skrev et mindedigt over ham. Hans datter blev gift med skibsfører H.P. Thorsøe, hvis datter igen blev gift med kaptajn og dyremaler A.P. Madsen.
Han er begravet på Assistens Kirkegård.